# Bebekköy, Sarıkaya
Bebekköy là một xã thuộc huyện Sarıkaya, tỉnh Yozgat, Thổ Nhĩ Kỳ. Dân số thời điểm năm 2010 là 221 người.